# 王雪坤
王雪坤（1968年3月—），男，中华人民共和国外交官，曾任中华人民共和国驻卢旺达共和国特命全权大使。

## 生平
王雪坤曾任商务部政策研究室副主任、商务部办公厅副主任、商务部办公厅巡查员和驻保加利亚大使馆经商处参赞。2022年5月，出任中华人民共和国驻卢旺达大使。2025年3月，自驻卢旺达大使离任。